# Статистический отдел ООН
Статистический отдел ООН находится в подчинении Департамента по экономическим и социальным вопросам ООН (ДЭСВ), выступает в качестве центрального механизма в рамках Секретариата Организации Объединенных Наций осуществляющего функции сбора анализа и обработки информации в области статистики и координацию деятельности ООН в рамках глобальной статистической системы. Отдел курирует Статистическая комиссия Организации Объединенных Наций, учрежденная в 1946 году. Комиссия выступает в качестве головного органа глобальной статистической системой и является высшим органом, принимающим решения по координации международной статистической деятельности. Комиссия объединяет главных статистиков от государств-членов ООН по всему миру.
Статистический отдел собирает и распространяет глобальную статистическую информацию, разрабатывает стандарты и нормы для статистической деятельности, а также поддерживает усилия стран по укреплению их национальных статистических систем.
Отдел регулярно выпускает обновления данных, включая «Статистический ежегодник» и «Мировой статистический справочник», а также книги и доклады по вопросам статистики и статистических методов. Многие из баз данных Отдела, доступны на его сайте, также существуют электронные публикации на компакт-дисках, дискетах, магнитных лентах или в виде печатных изданий. Существует также поисковый интернет-сервис под названием «Данные-ООН»(«UNDATA» — англ. яз.). Пользователи могут найти и скачать множество статистических данных системы ООН.

## Основные функции
Согласно данным официального сайта основными функциями Статистического отдела ООН являются:
- Сбора, обработки и распространения статистической информации;
- Стандартизации статистических методов, классификаций и определений;
- Составление и осуществление программы технического сотрудничества и координация международных статистических программ и деятельности.

Для выполнения этих функций, отдел:
- выполняет роль глобального центра по вопросам международной торговли, национальных счетов, энергетики, промышленности, окружающей среды и демографической и социальной статистики, собранной из национальных и международных источников,
- продвигает международные стандарты методов, классификаций и определений, используемых национальными учреждениями
- оказывает помощь государствам-членам по их просьбе, для улучшения своих статистических служб путём предоставления консультаций и обучения
- координирует международные статистические программы и ведет деятельность согласно Отделу Статистической комиссией Организации Объединенных Наций и Комитета по координации статистической деятельности (ККСД),
- обеспечивает ввод и секретарской поддержки Статистической комиссии Организации Объединенных Наций,
- облегчает мониторинг прогресса в достижении Целей Развития Тысячелетия (ЦРТ), ведущие Межведомственная группа экспертов по показателям ЦРТ и поддержании глобальной базе данных индикаторов ЦРТ
- содействует внедрению современных методов исследования и отображения информации в качестве инструмента для роста и развития[1].